# Francisco Romero
Francisco Romero (Valladolid, 1596 – Vigevano, 16 luglio 1635) è stato un arcivescovo cattolico italiano.

## Biografia
Nato a Valladolid da una famiglia di possidenti locali, Francisco Romero (in alcune fonti italiane indicato anche come Francesco Romero), intraprese giovanissimo la carriera ecclesiastica entrando nell'Ordine dei Carmelitani.
Successivamente, giunse in Italia, al seguito della corte di Filippo III di Spagna che lo propose al pontefice come arcivescovo di Lanciano, ruolo che gli venne riconosciuto il 14 maggio 1618.
Viste le sue abilità e la sua chiara tendenza filo-spagnola, l'11 gennaio 1621 venne trasferito alla diocesi di Vigevano con il titolo personale di arcivescovo, inaugurando così una serie di vescovi nominati dai Re di Spagna succedutisi al governo del Ducato di Milano, che durerà per quasi un secolo.
Nella nuova sede, che pure era un luogo di rilevanza strategica molto importante per il Ducato lombardo oltre che per l'amministrazione della Chiesa lombarda, si sa che il Romero non si occupò mai attivamente degli affari diocesani, preferendo la vita di corte di Milano che gli garantiva continui contatti con gli ambienti politici spagnoli.
Morì a Vigevano il 16 luglio 1635.

## Genealogia episcopale
La genealogia episcopale è:
- Arcivescovo Filippo Archinto
- Papa Pio IV
- Cardinale Giovanni Antonio Serbelloni
- Cardinale Carlo Borromeo
- Cardinale Gabriele Paleotti
- Cardinale Ludovico de Torres
- Cardinale Giovanni Garzia Mellini
- Arcivescovo Francisco Romero, O.Carm.